# Гольмівська селищна рада
Гольмівська селищна рада — орган місцевого самоврядування у складі Микитівського району Горлівки Донецької області. Адміністративний центр — селище міського типу Гольмівський.

## Загальні відомості
- Населення ради: 7858 осіб (станом на 2001 рік)

## Населені пункти
Селищній раді підпорядковані населені пункти:
- смт Гольмівський

## Склад ради
Рада складається з 30 депутатів та голови.
- Голова ради: Ходусова Олена Дмитрівна

### Депутати
За результатами місцевих виборів 2010 року депутатами ради стали:

#### За суб'єктами висування
| Суб'єкт висування           | Кількість обраних депутатів | %    |
| --------------------------- | --------------------------- | ---- |
| Партія регіонів             | 29                          | 96,7 |
| Комуністична партія України | 1                           | 3,3  |

#### За округами
| № округу                    | Прізвище, ім'я, по батькові        | Дата визнання обраним | Освіта         | Партійна приналежність            | Відомості про обраного депутата                                                                     |
| --------------------------- | ---------------------------------- | --------------------- | -------------- | --------------------------------- | --------------------------------------------------------------------------------------------------- |
| Комуністична партія України |                                    |                       |                |                                   | |
| 16                          | Нечай-Гумен Анатолій Володимирович | 01.11.2010            | Освіта вища    | член Комуністичної партії України | Горлівська загальноосвітня школа соціальної реабілітації, вчитель                                   |
| Партія регіонів             |                                    |                       |                |                                   | |
| 1                           | Обєдков Петро Карпович’            | 01.11.2010            | Освіта вища    | член Партії регіонів              | Палац культури Гольмівської селищної ради, підсобний робітник                                       |
| 2                           | Борисюк Ганна Григорівна           | 01.11.2010            | Освіта вища    | член Партії регіонів              | пенсіонер                                                                                           |
| 3                           | Мутуков Рустам Махмадшоєвич        | 01.11.2010            | Освіта середня | член Партії регіонів              | пенсіонер                                                                                           |
| 4                           | Баєва Алла Іванівна                | 01.11.2010            | Освіта вища    | член Партії регіонів              | загальноосвітня школа № 77 м. Горлівка, вчитель                                                     |
| 5                           | Самосват Олександр Сергійович      | 01.11.2010            | Освіта вища    | член Партії регіонів              | Приватне підприємство «Битрадіотехніка»                                                             |
| 6                           | Паращук Ольга Олегівна             | 01.11.2010            | Освіта вища    | позапартійна                      | тимчасово не працює                                                                                 |
| 7                           | Ткаченко Валентина Степанівна      | 01.11.2010            | Освіта вища    | член Партії регіонів              | Позаміський дитячий заклад оздоровлення та відпочинку «Світанок» Горлівської міської ради, директор |
| 8                           | Ільющенко Тетяна Олександрівна     | 01.11.2010            | Освіта вища    | член Партії регіонів              | тимчасово не працює                                                                                 |
| 9                           | Фетісов Денис Вікторович           | 01.11.2010            | Освіта вища    | член Партії регіонів              | Місцева пожежна охорона Горлівської міської ради, пожежник                                          |
| 10                          | Божко Наталя Вацлавівна            | 01.11.2010            | Освіта вища    | член Партії регіонів              | Гольмівська селищна рада, секретар                                                                  |
| 11                          | Анікєєв Сергій Миколайович         | 01.11.2010            | Освіта вища    | член Партії регіонів              | тимчасово не працює                                                                                 |
| 12                          | Козаріз Валентина Петрівна         | 01.11.2010            | Освіта вища    | член Партії регіонів              | Ясла-садок № 77 Гольмівської селищної ради, завідувач                                               |
| 13                          | Мішура Євгенія Іванівна            | 01.11.2010            | Освіта вища    | член Партії регіонів              | загальноосвітня школа № 77 м. Горлівка, вчитель                                                     |
| 14                          | Пятинський Вячеслав Михайлович     | 01.11.2010            | Освіта вища    | член Партії регіонів              | Міська поліклініка № 4, смт Гольмівський м. Горлівка, завідувач                                     |
| 15                          | Бухтоярова Валентина Георгіївна    | 01.11.2010            | Освіта вища    | член Партії регіонів              | Ясла-садок № 125 Гольмівської селищної ради, помічник вихователя                                    |
| 17                          | Сударікова Валентина Миколаївна    | 01.11.2010            | Освіта середня | член Партії регіонів              | тимчасово не працює                                                                                 |
| 18                          | Сінько Михайло Васильович          | 01.11.2010            | Освіта середня | член Партії регіонів              | пенсіонер                                                                                           |
| 19                          | Верич Валентина Григорівна         | 01.11.2010            | Освіта вища    | член Партії регіонів              | Комунальне підприємство «Гольмівське» Гольмівської селищної ради, директор                          |
| 20                          | Іванова Катерина Ігорівна          | 01.11.2010            | Освіта вища    | член Партії регіонів              | Ясла-садок № 77 Гольмівської селищної ради, вихователь                                              |
| 21                          | Ферет Тетяна Валеріївна            | 01.11.2010            | Освіта вища    | член Партії регіонів              | Гольмівська селищна рада, спеціаліст I категорії                                                    |
| 22                          | Ігольнікова Ганна Іванівна         | 01.11.2010            | Освіта вища    | член Партії регіонів              | загальноосвітня школа № 77 м. Горлівка, заступник директора з навчально-виховної роботи             |
| 23                          | Агаркова Валентина Миколаївна      | 01.11.2010            | Освіта вища    | член Партії регіонів              | Місцева пожежна охорона Горлівської міської ради, інспектор відділу кадрів                          |
| 24                          | Стрілець Анатолій Сергійович       | 01.11.2010            | Освіта вища    | член Партії регіонів              | ТОВ "Микитівський машинобудівельний завод «Кераммаш», головний інженер                              |
| 25                          | Бішко Олена Миколаївна             | 01.11.2010            | Освіта вища    | член Партії регіонів              | Гольмівська дільниця кому-нального під-приємства по теплопостачанню «Вуглик», начальник дільниці    |
| 26                          | Савицька Надія Петрівна            | 01.11.2010            | Освіта вища    | член Партії регіонів              | Гольмівська дільниця комунального підприємства "Компанія «Вода Донбасу», майстер                    |
| 27                          | Гринь Яна Валеріївна               | 01.11.2010            | Освіта середня | член Партії регіонів              | Горлівська загальноосвітня школа соціальної реабілітації, педагог-організатор                       |
| 28                          | Бондаренко Світлана Іванівна       | 01.11.2010            | Освіта середня | член Партії регіонів              | Ясла-садок № 125 Гольмівської селищної ради, вихователь                                             |
| 29                          | Запорожець Ольга Василівна         | 01.11.2010            | Освіта вища    | член Партії регіонів              | Комунальне підприємство «Гольмівське» Гольмівської селищної ради, головний бухгалтер                |
| 30                          | Петренко Ірина Вікторовна          | 01.11.2010            | Освіта вища    | член Партії регіонів              | Палац культури Гольмівської селищної ради, директор                                                 |